# Porcellio decorus
Porcellio decorus là một loài chân đều trong họ Porcellionidae. Loài này được Strouhal miêu tả khoa học năm 1929.